# 상명중학교
상명중학교(祥明中學校)는 대한민국 서울특별시 노원구 중계동에 있는 사립 중학교이다.

## 학교 연혁
- 1937년 12월 1일 : 상명여자고등기예학원 설립(설립자 배상명 박사), 서울특별시 종로구 중학동 14번지
- 1938년 10월 1일 : 신축교사로 이전 (서울특별시 종로구 사직동 311번지 10호)
- 1945년 11월 11일 : 상명고등여학교로 전환 인가
- 1946년 1월 31일 : 신축교사로 이전 (서울특별시 용산구 한강로 1가 50번지)
- 1946년 10월 1일 : 상명여자중학교로 전환 인가
- 1951년 9월 1일 : 6.25동란으로 피난 중 부산시 동대신동 구덕산록 가교사에서 개교하고 동년 동월 동일 학제변경에 의하여 상명여자중학교 및 상명여자고등학교로 분리 전환 인가
- 1953년 9월 1일 : 정부환도에 따라 부산 본교도 서울에 복귀하여 분교와 통합 개교
- 1954년 7월 22일 : 재단법인 상명학원 이사장 조동식 선생 취임
- 1964년 4월 18일 : 재단법인 상명학원을 학교법인 상명학원으로 조직 변경
- 1979년 12월 29일 : 학교법인 민정학원으로 분리 인가
- 1994년 3월 2일 : 신축교사로 이전 (서울특별시 노원구 중계 3동 515번지)
- 2010년 3월 1일 : 상명중학교로 전환 인가
- 2010년 11월 16일 : 학교법인 민정학원 이사장 김영선 취임
- 2011년 3월 15일 : 상명중학교 당구부 창단
- 2011년 10월 6일 : 상명중학교 야구부 창단
- 2014년 3월 1일 : 서울특별시 교육청 역사교육 연구학교 지정
- 2014년 8월 1일 : 상명중학교 배용숙 교장 취임
- 2019년 4월 1일 : 상명중학교 정춘진 교장 취임
- 2023년 3월 1일 : 상명중학교 이현석 교장 취임
- 2024년 9월 1일 : 상명중학교 한제희 교장 취임

## 참고 자료
- 상명중학교 - 한국교육학술정보원 학교알리미

## 근접한 학교
- 상명초등학교
- 상명고등학교